# Jason Kerr
Jason Kerr (Edimburgo, 6 febbraio 1997) è un calciatore scozzese, difensore del Wigan.

## Carriera

### Club
Ha giocato nella prima divisione scozzese e nella seconda divisione inglese.

### Nazionale
Ha giocato nella nazionale scozzese Under-21.

## Palmarès

### Club

#### Competizioni nazionali
- Coppa di Lega scozzese: 1

St. Johnstone: 2020-2021
- Coppa di Scozia: 1

St. Johnstone: 2020-2021
- Football League One: 1

Wigan: 2021-2022